# Sân bay Sangley Point
Sân bay Sangley Point (Chavacano: Aeropuerto de Punta Sangley; tiếng Filipino: Paliparan ng Punta Sangley), (IATA: SGL, ICAO: RPLS) cũng gọi là sân bay Cavite, 
là một sân bay nội địa ở Philippines chủ yếu nhằm phục vụ hàng không chung và các máy bay có động cơ turbo trong vùng lân cận chung của South Luzon và Vùng đô thị Manila. Sân bay tọa lạc tại Sangley Point, Thành phố Cavite thuộc tỉnh Cavite. Địa điểm sân bay sẽ tiếp giáp với Căn cứ không quân Danilo Atienza và sẽ được phục vụ bằng xe buýt P2P hoặc phà từ SM Mall of Asia.
Sân bay Sangley Point được khánh thành vào ngày 15 tháng 2 năm 2020 bởi Tổng thống Rodrigo Roa Duterte. Công tác bay thử được tiến hành vào tháng 11 năm 2019.
Đây là sân bay thương mại thứ tư phục vụ cho Khu vực Đại Manila, bổ sung và giúp thông tuyến cho nước láng giềng sân bay Quốc tế Ninoy Aquino.

## Xây dựng
Vào tháng 6 năm 2019, trong bối cảnh tình trạng tắc nghẽn và hoãn chuyến bay của sân bay Quốc tế Ninoy Aquino ngày càng gia tăng, Tổng thống Rodrigo Duterte đã ra lệnh chuyển các hoạt động hàng không nội địa và hàng không chung cho Sangley. DOTr cho biết họ chỉ đang chờ xây dựng một tòa nhà ga hành khách, nhà chứa máy bay, một tòa tháp mới, thiết bị hoạt động ban đêm và lớp phủ nhựa của đường băng 2.300 mét hiện có. Tổng thống đã chỉ đạo các hoạt động ở Sangley Point phải bắt đầu ngay lập tức và đặc biệt đưa ra thời hạn tháng 11 cùng năm.
Theo báo Philippine Daily Inquirer ngày 9 tháng 7 năm 2020, chính quyền Philippines đã yêu cầu hải quân Philippines đã được yêu cầu rời khỏi căn cứ Sangley Point, từng là căn cứ hải quân Hoa Kỳ để phục vụ việc xây dựng dự án sân bay Sangley Point với dự toán 500 tỉ peso (10,28 tỉ USD). Dự án này nhằm giảm bớt tắc nghẽn tại sân bay quốc tế Ninoy Aquino ở thủ đô Manila.
Phó Đô đốc hải quân Philippines Giovanni Carlo Bacordo bày tỏ lo ngại vì dự án có sự tham gia của Tổng Công ty Xây dựng Truyền thông Trung Quốc (CCCC). Đây là một trong những công ty gần đây bị Mỹ trừng phạt do liên quan tới hoạt động xây đảo nhân tạo trái phép ở biển Đông.